# Tipula (Microtipula) letalis
Tipula (Microtipula) letalis is een tweevleugelige uit de familie langpootmuggen (Tipulidae). De soort komt voor in het Neotropisch gebied.